# Aphidomyces aphidis
Aphidomyces aphidis är en svampart som först beskrevs av Šulc, och fick sitt nu gällande namn av Brain 1923. Aphidomyces aphidis ingår i släktet Aphidomyces, ordningen Saccharomycetales, klassen Saccharomycetes, divisionen sporsäcksvampar och riket svampar.   Inga underarter finns listade i Catalogue of Life.